# ادوار بومان
ادوار بومان (فرانسوی: Édouard Baumann‎; ۴ مارس ۱۸۹۵ – ۱۲ آوریل ۱۹۸۵) بازیکن فوتبال اهل فرانسه بود.
وی همچنین در تیم ملی فوتبال فرانسه بازی کرده‌است.